# Unbefleckte Empfängnis Mariä (Stegaurach)

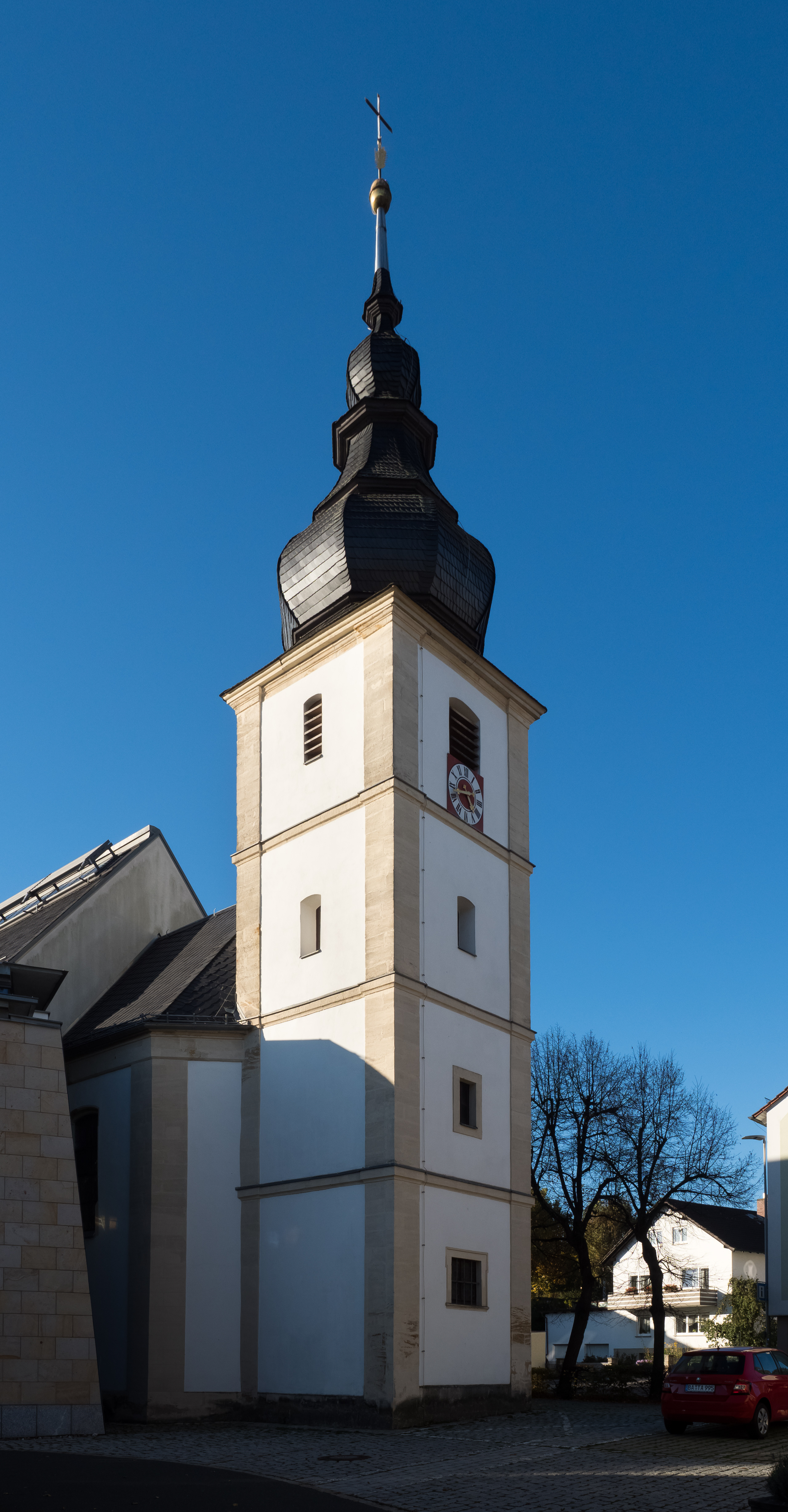
Unbefleckte Empfängnis Mariä in Stegaurach

Die römisch-katholische Pfarrkirche Unbefleckte Empfängnis steht in Stegaurach, einer Gemeinde im oberfränkischen Landkreis Bamberg in Bayern. Die denkmalgeschützte Kirche entstand Mitte des 18. Jahrhunderts und wurde 1979 modern erweitert. Die Pfarrei gehört zum Seelsorgebereich Main-Aurach im Dekanat Bamberg des Erzbistums Bamberg.

## Beschreibung
Das Langhaus der 1746/47 errichteten Saalkirche wurde 1848–50 nach Westen verlängert. Im Scheitel des eingezogenen, dreiseitig geschlossenen Chors im Osten steht der viergeschossige, mit einer schiefergedeckten Welschen Haube bedeckten Kirchturm, dessen oberstes Geschoss die Turmuhr und den Glockenstuhl mit drei Kirchenglocken beherbergt. Der Innenraum des Langhauses ist mit einem korbbogigen Tonnengewölbe überspannt. Der 1781 gebaute barocke Hochaltar stammt aus dem Dominikanerkloster Bamberg. In der Mitte ist die Unbefleckte Empfängnis dargestellt, an den beiden Seiten sind es Pius V. und Benedikt XI. 1979 wurde an die alte Saalkirche ein moderner Anbau in Form eines Halbkreises errichtet, in dem auch die 2005 von Johannes Rohlf gebaute Orgel mit 23 Registern, zwei Manualen und Pedal steht.